# Hilary Gbedemah
Hilary Amesika Gbedemah (Nsawam, 1 de octubre de 1953) es una abogada y activista por los derechos de las mujeres de Ghana. En la actualidad y hasta diciembre de 2020 preside el Comité sobre la Convención sobre la eliminación de todas las formas de discriminación contra la mujer (CEDAW) organismo del que forma parte desde 2013.

## Trayectoria
En 1975, Gbedemah se graduó de la Universidad de Ghana, Legon, con una licenciatura en Derecho. Y en 1977 empezó a litigar en los tribunales. Obtuvo una maestría en derecho por la Universidad de Georgetown, Washington . También posee un certificado en Derecho Internacional Humanitario del Instituto Henri Dunant, Ginebra, y un diploma en Liderazgo y Defensa de la Universidad de Georgetown.
Ha sido rectora del Instituto de Derecho de Ghana y miembro activa de organizaciones de mujeres jurista, entre ellas Leadership and Advocacy for Women in Africa (LAWA).
Ha trabajado con organizaciones de la sociedad civil en la identificación de artículos discriminatorios contra los derechos de las mujeres en 1992 de Ghana, y en la Asociación Internacional de Cónyuges sobre aspectos discriminatorios de las leyes de ciudadanía de Ghana con el objetivo de presentar modificaciones en la Comisión de Revisión Constitucional en 2011. También ha participado en la defensa legislativa y sensibilización comunitaria sobre el Proyecto de Ley de Derechos de Propiedad de los Cónyuges y el proyecto de ley de sucesión. Produjo y presentó un documento a la OIT con capítulos sobre Prostitución y trata de niñas. Es miembro de Netright, firmante del Women's Manifesto for Ghana (Manifiesto de las mujeres para Ghana), una coalición que trabaja en defensa de los derechos políticos y económicos de las mujeres y creó el club Women on the Move para ayudar a las jóvenes en los negocios. También ha trabajado en programas sobre derechos económicos de las mujeres y promoción de los derechos legales de las mujeres en zonas rurales.
También participa en los Comités Técnicos de MOGCSP sobre el Proyecto de Ley de Acción Afirmativa, el Proyecto de Ley de Derechos de Propiedad de los Cónyuges, el Instrumento Legislativo de la Ley de Violencia Doméstica en Ghana. 
En 2013, Gbedemah fue designada por el entonces presidente de Ghana John Dramani Mahama para formar parte del Comité sobre la CEDAW y reelegida en 2016, comité que preside hasta diciembre de 2020. Entre los grupos de trabajo de los que ha formado parte están el de Acceso a la justicia, que elaboró la Recomendación general 33 de la CEDAW sobre el tema; el derecho a la educación, cambio climático y reducción del riesgo de desastres, etc. También ha participado en la 59.ª sesión de la CSW en Nueva York y la Cumbre Internacional de Mujeres y Justicia en Turquía.

## Publicaciones
Entre sus publicaciones están:
- Trokosi: Twentieth Century Female Bondage – A Ghanaian Case Study
- Rape and Defilement; Interventions available to Victims of Rape and Defilement; Safety Planning – Preventing Rape and Defilement
- Enhancing Women’s Representation in Governance through Affirmative Action Unpublished 80 page manuscript Paper prepared for ABANTU for Development